# Jelena Brooks
Jelena Brooks, född Milovanović den 28 april 1989 i Kragujevac, är en serbisk basketspelare. Milovanović blev olympisk bronsmedaljör i basket vid sommarspelen 2016 i Rio de Janeiro.